# Acordo de Schengen
O Acordo de Schengen é um tratado internacional que levou à criação do Espaço Schengen na Europa, pelo qual os controlos nas fronteiras internas foram amplamente abolidos e se deslocaram estes controlos para as fronteiras externas (com países terceiros). Foi assinado a 14 de junho de 1985, perto de Schengen, no Luxemburgo, por cinco dos dez estados-membros da então Comunidade Económica Europeia (CEE). O acordo propôs medidas destinadas a abolir gradualmente os controlos fronteiriços nas fronteiras comuns dos signatários, incluindo a adoção de controlos com veículos a baixa velocidade o que permitia que os veículos atravessassem as fronteiras internas sem parar, possibilitando aos residentes das zonas fronteiriças a liberdade de atravessar as fronteiras fora dos postos de controlo fixos, e a harmonização das políticas de vistos.
Em 1990, o Acordo foi complementado pela Convenção de Schengen, que propunha a abolição total dos controlos sistemáticos nas fronteiras internas e uma política comum de vistos. Esta Convenção levou à implementação do Espaço Schengen que funciona como um único estado para finalidades de viagens internacionais com controlos de fronteira externa para os viajantes que entram e saem deste espaço comum e com vistos comuns, mas sem os controlos de fronteira interna. Atualmente compreende 27 países europeus que cobrem uma população de mais de 400 milhões de pessoas e uma área de 4.312.099 quilómetros quadrados.
Originalmente, o Acordo de Schengen, a Convenção de Schengen e as regras adotadas a partir deles operacionalizavam-se de modo independente à União Europeia. Porém, em 1999 estes tratados e as regras de Schengen foram incorporados à legislação da União Europeia mediante o Tratado de Amesterdão, ao mesmo tempo que foi criada uma derrogação (opt-out) que permitiu a exclusão dos dois únicos estados-membros da UE que permaneceram fora do Espaço: a Irlanda e o Reino Unido (que posteriormente se retirou da UE em 2020). O Acquis de Schengen (Acervo de Schengen) é atualmente uma parte essencial da legislação da UE e da sua natureza como projeto político, e todos os estados-membros da UE sem derrogações (opt-outs) que ainda não aderiram ao Espaço Schengen são legalmente obrigados a fazê-lo quando todos os requisitos técnicos sejam atingidos. Vários países não pertencentes à UE estão incluídos neste Espaço através de acordos especiais de associação.

## História
| Espaço Schengen Estados legalmente obrigados a juntarem-se ao Espaço Schengen |                 |
| Estado                                                                        | Adesão          |
| Alemanha                                                                      | Membro original |
| Áustria                                                                       | 1995            |
| Bélgica                                                                       | Membro original |
| Bulgária                                                                      | 2024            |
| Chéquia                                                                       | 2004            |
| Croácia                                                                       | 2023            |
| Dinamarca                                                                     | 2001            |
| Eslováquia                                                                    | 2004            |
| Eslovénia                                                                     | 2004            |
| Espanha                                                                       | 1991            |
| Estónia                                                                       | 2004            |
| Finlândia                                                                     | 1996            |
| França                                                                        | Membro original |
| Grécia                                                                        | 1992            |
| Hungria                                                                       | 2004            |
| Islândia                                                                      | 1996            |
| Itália                                                                        | 1990            |
| Letónia                                                                       | 2004            |
| Lituânia                                                                      | 2004            |
| Liechtenstein                                                                 | 2011            |
| Luxemburgo                                                                    | Membro original |
| Malta                                                                         | 2004            |
| Noruega                                                                       | 1996            |
| Países Baixos                                                                 | Membro original |
| Polónia                                                                       | 2004            |
| Portugal                                                                      | 1991            |
| Roménia                                                                       | 2024            |
| Suécia                                                                        | 1996            |
| Suíça                                                                         | 2004            |

Os primeiros passos para abolir os controlos nas fronteiras internas das Comunidades Europeias (Comunidade Europeia do Carvão e do Aço, Comunidade Económica Europeia, e Comunidade Europeia da Energia Atómica), precursoras da União Europeia (UE), foram dados no Conselho Europeu de Paris de 9 de dezembro de 1974, quando os Chefes de Estado e de Governo das três Comunidades Europeias (reunidas num Conselho único e numa Comissão única após o Tratado de Fusão de 8 de abril de 1965) decidiram analisar a possibilidade de criar uma união de passaportes. Na altura, seis estados-membros já eram membros de várias uniões regionais de passaportes: Bélgica, Luxemburgo e Países Baixos na União de Passaportes do Benelux; Irlanda e Reino Unido na Zona Comum de Viagens e a Dinamarca na União Nórdica de Passaportes (com os outros países nórdicos).
À luz das conclusões do Conselho das Comunidades Europeias (criado pelo Tratado de Fusão), a 3 de julho de 1975, a Comissão das Comunidades Europeias (criada pelo Tratado de Fusão) apresentou um relatório sobre a criação de uma união de passaportes, propondo a criação de um passaporte europeu comum e a abolição dos controlos nas fronteiras internas. Embora um formato uniforme para os passaportes tenha sido desenhado através de uma série de resoluções do Conselho das Comunidades Europeias na década de 1980, a proposta de abolir os controlos nas fronteiras internas foi bloqueada, principalmente pelo Reino Unido.
A 7 de junho de 1984, no entanto, o Conselho das Comunidades Europeias e os estados-membros adotaram uma resolução não vinculativa que previa um simples relaxamento dos controlos das fronteiras internas. No ano seguinte, a Comissão apresentou uma nova proposta de diretiva vinculativa para simplificar o cruzamento das fronteiras entre os estados-membros, mas esta proposta também não obteve o apoio unânime dos estados-membros necessário para a sua adoção. O desacordo entre os estados-membros da CEE criou um impasse sobre a abolição dos controlos das fronteira internas dentro da Comunidade. Entretanto, a França e a Alemanha Ocidental, em particular, estavam cada vez mais ansiosas para facilitar os controlos da fronteira interna entre si e optaram por implementar a abolição por meio de um acordo bilateral separado assinado a 13 de julho de 1984 em Saarbrücken, na Alemanha Ocidental.

### Acordo de Schengen

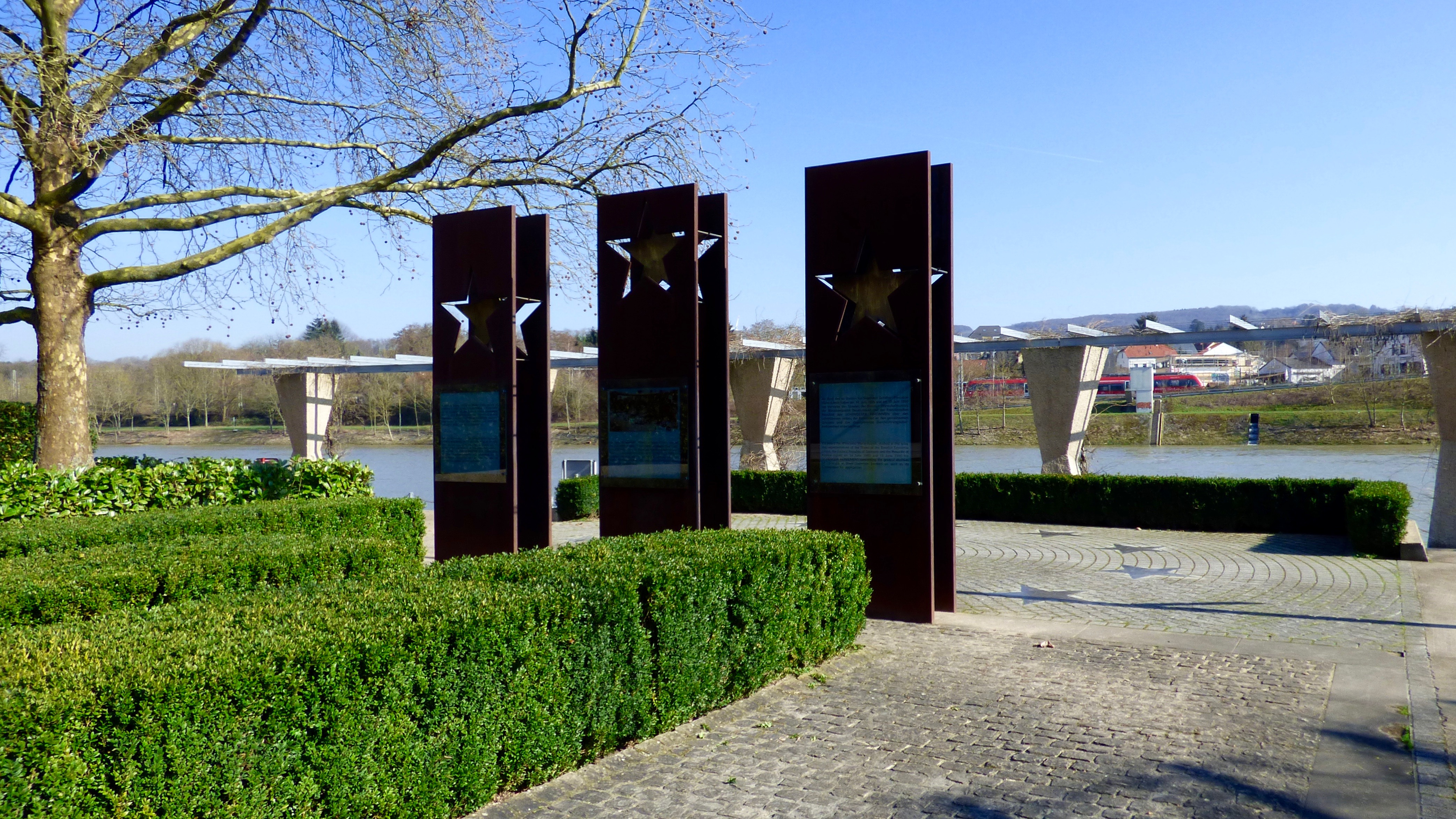
Monumento ao Acordo de Schengen, erguido no miradouro ribeirinho da localidade de Schengen, no Luxemburgo.

A cooperação bilateral entre a França e a Alemanha Ocidental estendeu-se rapidamente aos países do Benelux, que já faziam parte da sua própria união de passaportes. Numa reunião a 12 de dezembro de 1984, começaram as negociações para a abolição completa dos controlos mútuos de fronteira interna à luz do acordo franco-alemão. A 14 de junho de 1985, representantes da Bélgica, França, Luxemburgo, Países Baixos e Alemanha Ocidental assinaram o Acordo de Schengen a bordo do navio Princess Marie-Astrid, no rio Mosela, perto da cidade de Schengen, no Luxemburgo, junto do ponto de passagem da fronteira entre o Luxemburgo (Benelux), a França e a Alemanha Ocidental.
O Acordo de Schengen previa uma série de medidas a serem tomadas a curto e a longo prazo. Entre outros aspetos, começaram-se a harmonizar as políticas de vistos dos estados-membros e a simplificar os controlos das fronteiras internas. Ao mesmo tempo, traçaram um caminho para a abolição total dos controlos nas fronteiras internas.
O Acordo de Schengen foi assinado de forma independente à União Europeia, em parte devido à falta de consenso entre os estados-membros da UE sobre se a UE tinha ou não jurisdição para abolir os controlos de fronteira interna, e em parte porque aqueles estados-membros prontos para implementar a ideia não desejavam esperar pelos outros (naquela época não havia o mecanismo da cooperação reforçada). O Acordo previa a harmonização das políticas de vistos, permitindo aos residentes nas áreas fronteiriças a liberdade de cruzar as fronteiras fora dos postos de controlo fixos, a substituição das verificações de passaporte por vigilância visual de veículos em velocidade reduzida e verificações de veículos que permitiam que os veículos cruzassem as fronteiras sem parar.

### Convenção de Schengen e a abolição dos controlos nas fronteiras internas
Embora a intenção do Acordo de Schengen fosse abolir os controlos nas fronteiras internas, este objetivo só foi alcançado com a Convenção de Schengen, assinada a 19 de junho de 1990, em Schengen. Entre outros aspetos, a Convenção previa a abolição dos controlos nas fronteiras internas, o fortalecimento dos controlos nas fronteiras externas, regras comuns sobre vistos, reforço da cooperação policial e judicial, e o estabelecimento dum Comité Executivo. Inicialmente, a Convenção deveria tornar-se plenamente aplicável a 1 de janeiro de 1993, mas a sua entrada em vigor foi adiada devido a problemas na implementação das várias medidas necessárias para a abolição dos controlos nas fronteiras internas. Por decisão do Comité Executivo de 26 de março de 1995, a Convenção tornou-se plenamente aplicável na Bélgica, França, Luxemburgo, Países Baixos e Alemanha, bem como em Portugal e em Espanha, que haviam aderido à cooperação na década de 1990, e consequentemente os controlos das fronteiras internas entre estes estados-membros foram abolidos, criando assim o Espaço Schengen.
A Grécia, a Itália e a Áustria, assim como os países nórdicos, também aderiram ao Acordo e à Convenção de Schengen na década de 1990 e os seus controlos de fronteira interna com os outros países de Schengen foram abolidos entre 1997 e 2001. A Islândia e a Noruega foram os primeiros países a se associarem à cooperação de Schengen, sem fazerem parte da União Europeia, através de acordos de associação específicos.

### Integração na legislação da União Europeia
O Ato Único Europeu introduziu uma disposição no Tratado de Roma de 1957 que institui a Comunidade Económica Europeia (CEE) que previa a criação, até 1 de janeiro de 1993, dum mercado interno constituído por um espaço sem fronteiras internas no qual seria garantida a livre circulação de mercadorias, serviços, pessoas e capitais. A Comissão interpretou este conceito como a abolição dos controlos nas fronteiras internas das Comunidades Europeias (CECA, CEE, e CEEA). Em maio de 1992, a Comissão constatou que, enquanto os trabalhos sobre a livre circulação de mercadorias, serviços e capitais avançavam de forma satisfatória, as negociações sobre a livre circulação de pessoas avançavam muito mais lentamente. Por exemplo, o Conselho não conseguiu chegar a acordo sobre as várias medidas compensatórias necessárias para a abolição dos controlos nas fronteiras internas, tais como as normas comuns para os controlos nas fronteiras externas e as condições para a livre circulação de nacionais de países terceiros entre os estados-membros. A 1 de janeiro de 1993, a Comissão ainda não tinha apresentado uma proposta de supressão dos controlos nas fronteiras internas, o que levou o Parlamento Europeu a intentar uma ação por omissão contra a Comissão no Tribunal de Justiça. Em julho de 1995, a Comissão apresentou finalmente uma proposta de Diretiva sobre a abolição dos controlos nas fronteiras internas (o que levou o Tribunal a negar provimento ao recurso do Parlamento). No entanto, esta proposta não foi adotada pelo Conselho devido à contínua oposição, principalmente do Reino Unido.
Durante as negociações do Tratado de Amesterdão, discutiu-se a possibilidade de incorporar o acervo de Schengen no quadro da União Europeia. Para evitar maiores obstruções por parte do Reino Unido, foi introduzida a possibilidade da chamada "cooperação reforçada", que permitiu ao Reino Unido e à Irlanda ficarem fora da totalidade ou de parte da cooperação, por meio de derrogação (opt-out) do acervo de Schengen, permitindo que os outros estados-membros implementassem e desenvolvessem a cooperação de Schengen no quadro institucional da União. Como resultado, o Tratado de Amesterdão, que entrou em vigor a 1 de maio de 1999, substituiu o Comité Executivo de Schengen pelo Conselho da União Europeia como instituição decisória da cooperação de Schengen e integrou o Secretariado de Schengen no Secretariado-Geral do Conselho da União Europeia.
A partir do momento em que o Acordo de Schengen passou a fazer parte do acervo comunitário (acquis communautaire), ele perdeu, para os membros da UE, o estatuto original de um tratado que só poderia ser alterado de acordo com os seus termos. Em alternativa, as alterações passaram a ser feitas de acordo com o processo legislativo da UE ao abrigo dos tratados da UE. A ratificação pelos antigos estados signatários do acordo deixou de ser necessária para alterar ou revogar parte ou a totalidade do antigo acervo (acquis) de Schengen. Os atos jurídicos que estabelecem as condições de entrada no Espaço Schengen são agora elaborados por maioria de votos nos órgãos legislativos da UE. Os novos estados-membros que aderem à UE não assinam o Acordo de Schengen enquanto tal, sendo obrigados a implementar as regras de Schengen como parte do corpo preexistente da legislação da UE, que todo o novo participante é obrigado a aceitar para aderir à UE.
Esta situação significa que os estados-membros de Schengen não pertencentes à UE têm poucas opções formalmente vinculativas para influenciar a formação e evolução das regras de Schengen; as suas opções são efetivamente reduzidas a concordar ou desistir do acordo. No entanto, consultas com os países afetados são sempre realizadas antes da adoção de uma nova legislação específica.
No entanto, como alguns critérios técnicos precisam de ser integralmente cumpridos antes que o Acquis de Schengen (Acervo de Schengen) se torne plenamente aplicável num país, a integração não significa a abolição imediata dos controlos nas fronteiras internas por todos os estados-membros. Em 2007, os controlos nas fronteiras internas foram abolidos para a Chéquia, Estónia, Hungria, Letónia, Lituânia, Malta, Polónia, Eslováquia e Eslovénia, que aderiram à União a 1 de maio de 2004. O Liechtenstein e a Suíça também aderiram por meio de acordos especiais de associação. Em 2011, a Comissão Europeia conclui que a Bulgária e a Roménia também cumprem os critérios técnicos para aderir ao Espaço Schengen, confirmados pelo Conselho da União Europeia no mesmo ano. No entanto, a adesão ao Espaço Schengen e a abolição dos controlos nas fronteiras internas foram bloqueadas por diversos estados-membros no Conselho alegando que houve um rápido aumento no número de imigrantes que utilizam a rota dos Balcãs Ocidentais para entrar ilegalmente na UE. Em outubro de 2019, a Comissão conclui que a Croácia também cumpre os critérios técnicos, o que foi confirmado pelo Conselho em dezembro de 2021. Como resultado, a Croácia aderiu ao Espaço Schengen a 1 de janeiro de 2023. A avaliação do cumprimento dos critérios técnicos por parte de Chipre foi iniciada a requerimento do governo cipriota em 2019. A avaliação da conformidade de Chipre com os critérios técnicos foi iniciada em 2019.

### A crise dos candidatos a asilo e a pandemia da Covid-19

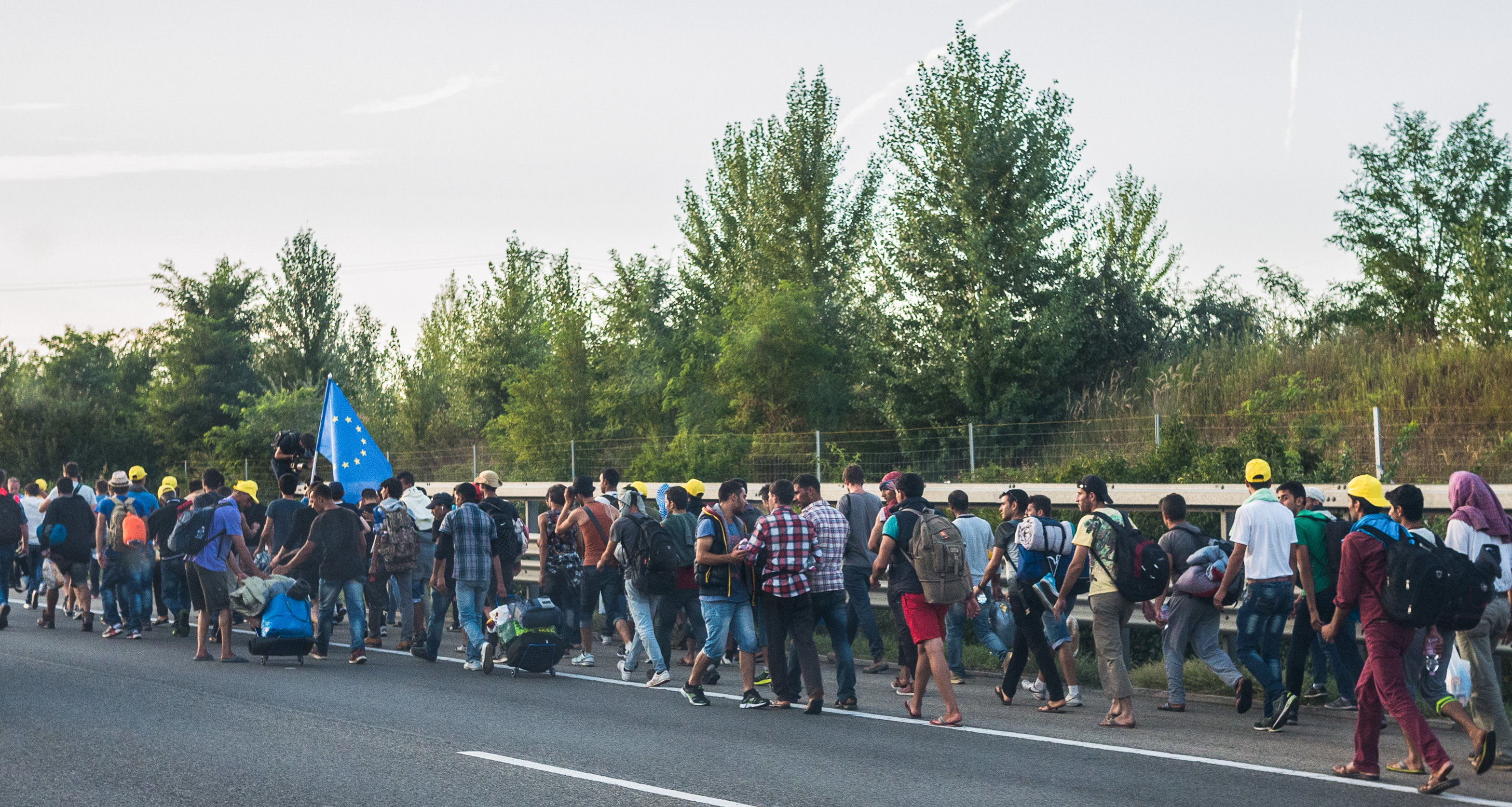
Candidatos a asilo em marcha na Hungria durante a crise de 2015.

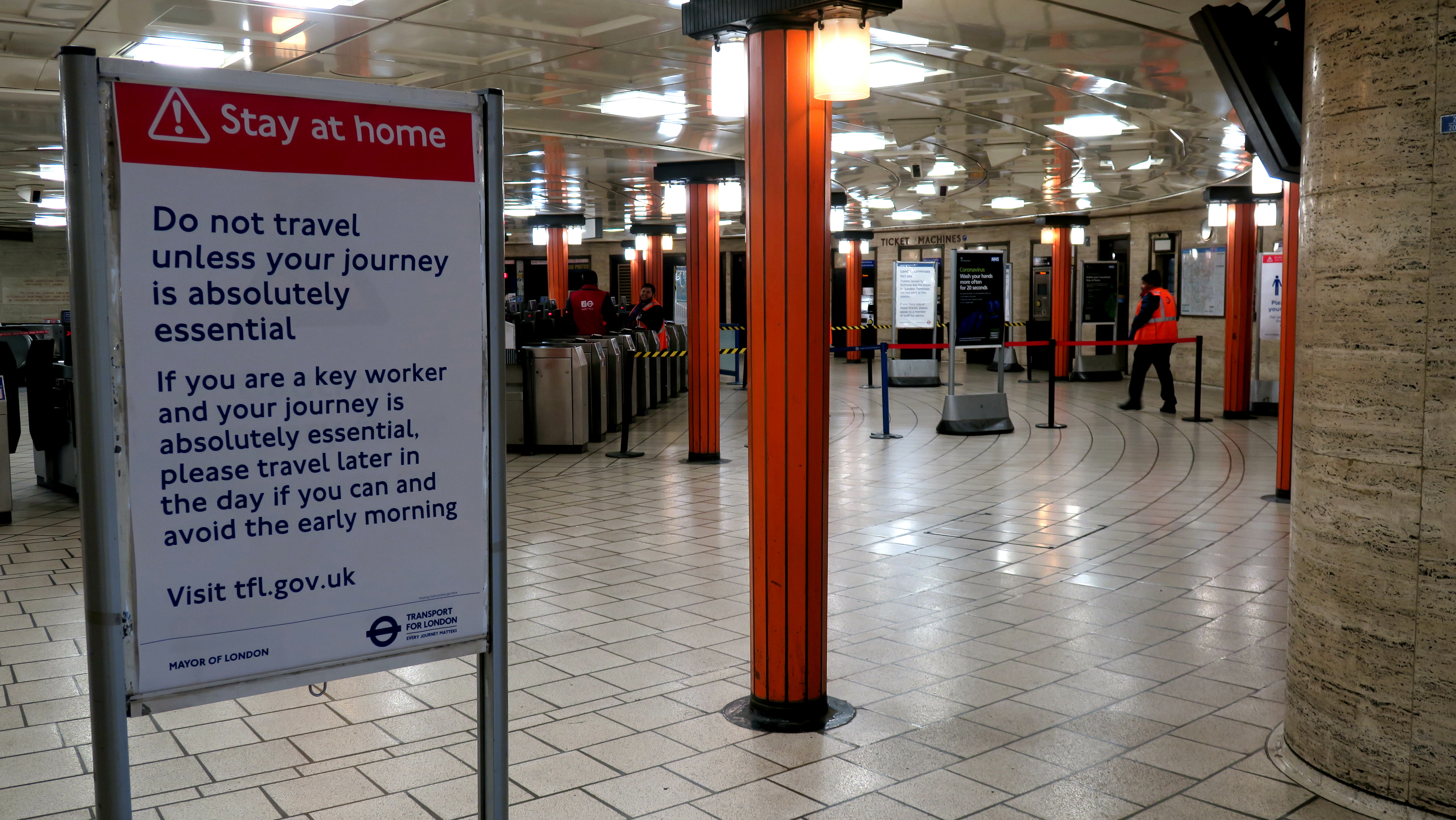
Confinamento (lockdown) em Londres, no Reino Unido, devido à pandemia da Covid-19.

A crise dos candidatos a asilo de 2015 viu o Espaço Schengen atingido pela sua maior crise até ao momento. O elevado número de candidatos a asilo que entram no Espaço Schengen, nomeadamente através da Grécia, levou vários estados-membros a reintroduzir temporariamente os controlos fronteiriços nas suas fronteiras internas. Após os ataques terroristas de Paris em novembro de 2015, a França também introduziu controlos nas suas fronteiras internas. Em maio de 2016, num procedimento especial, o Conselho da União Europeia autorizou a Dinamarca, a Noruega, a Suécia, a Alemanha e a Áustria a estenderem os controlos de fronteira até seis meses para além do período normalmente permitido pelo Código das Fronteiras Schengen. Este período foi posteriormente prorrogado três vezes, até novembro de 2017. Em simultâneo, a Grécia foi criticada pelas suas deficiências na vigilância das fronteiras externas e, como resultado, a Comissão Europeia instou a Grécia a adotar 50 diferentes medidas para resolver os seus problemas.
A crise dos candidatos a asilo, juntamente com os ataques terroristas em Paris em novembro de 2015 e em Bruxelas em 2016, conduziram a várias reformas importantes da cooperação de Schengen. Em meados de 2016, o Parlamento Europeu e o Conselho chegaram a acordo sobre uma proposta para a criação de uma Agência Europeia da Guarda de Fronteiras e Costeira (Frontex), com o objetivo de apoiar os estados-membros incapazes de manter os controlos nas fronteiras externas. Para aumentar a segurança, foram também introduzidos controlos mais rigorosos dos cidadãos da UE nas fronteiras externas. No final de 2017, foram adotadas novas disposições para a implementação dum Sistema de Entrada/Saída (Entry/Exit System), um sistema informatizado para gerir os dados de entrada e saída dos nacionais de países terceiros. Em setembro de 2020, a Comissão propôs também a criação dum Sistema Europeu de Informação e Autorização de Viagem, um novo procedimento de triagem para todas os indivíduos que tentam atravessar as fronteiras externas sem cumprir as condições de entrada, incluindo os candidatos a asilo.
Em março de 2020, o Espaço Schengen sofreu outra grande crise, desta vez devido à pandemia da Covid-19. Esta pandemia levou quase todos os estados-membros a reintroduzirem temporariamente os controlos nas fronteiras internas, em alguns casos com vários tipos de restrições de viagem; foi introduzida uma proibição de entrada no Espaço Schengen a partir de países terceiros, com algumas exceções. A partir de julho de 2020, a maioria dos estados-membros suspendeu os controlos nas fronteiras internas e voltou a ter fronteiras abertas dentro do Espaço Schengen, embora em muitos casos ainda com requisitos específicos de quarentena e teste para as viagens transfronteiriças. Ao mesmo tempo, as restrições de viagem foram gradualmente levantadas para cerca de dez países terceiros à luz da melhoria da sua situação epidemiológica, enquanto foram mantidas para os restantes países terceiros. No início de 2021, vários estados-membros reintroduziram os controlos nas fronteiras internas em resposta ao aumento da propagação da pandemia, mas em meados de 2021 a maioria já os tinha levantado novamente. No final de 2022, todos os estados-membros haviam suspendido as suas restrições de viagem e o Conselho da União Europeia suspendeu formalmente todas as restrições de viagem recomendadas em toda a UE a 13 de dezembro de 2022.
No início de junho de 2021, a Comissão Europeia apresentou uma "Estratégia Schengen" com o objetivo de restabelecer um Espaço Schengen em pleno funcionamento, inclusive concluindo as reformas já adotadas para fortalecer os controlos da fronteira externa e fortalecer ainda mais a cooperação policial entre os estados-membros. A Comissão propôs também uma reforma do mecanismo de avaliação e acompanhamento de Schengen para melhor assegurar a correta implementação e aplicação do acervo (acquis) de Schengen por parte dos estados-membros. O novo mecanismo de avaliação e acompanhamento entrou em vigor a 1 de outubro de 2022, após ter sido aprovado pelo Parlamento Europeu e pelo Conselho da União Europeia. Em dezembro de 2021, a Comissão propôs uma alteração ao Código das Fronteiras Schengen com o objetivo de reforçar a coordenação no Espaço Schengen em caso de ameaças à saúde pública e tornar mais flexível o quadro para a introdução temporária dos controlos nas fronteiras internas dos estados-membros. Para além disso, a Comissão propôs uma maior cooperação policial para combater a criminalidade internacional no Espaço Schengen. Em março de 2022, realizou-se pela primeira vez um "Conselho de Schengen", em conjunto com o Conselho de Justiça e Assuntos Internos (em inglês: Justice and Home Affairs Council), para discutir questões sobre Schengen a nível ministerial entre os países de Schengen. Em maio de 2022, a Comissão apresentou um primeiro relatório anual sobre a situação de Schengen e um novo plano para um ciclo anual de Schengen, de forma a reforçar o trabalho contínuo de identificação e resolução de problemas emergentes na cooperação de Schengen.

## O Acordo de Schengen e a cooperação
Os países que aplicam integralmente o Acordo de Schengen constituem um território denominado Espaço Schengen. O Acordo de Schengen permite abolir os controlos nas fronteiras internas entre os estados signatários e criar uma única fronteira externa, onde os controlos de entrada no Espaço Schengen são obrigatoriamente efetuados segundo procedimentos idênticos. O Espaço Schengen abrange os estados-membros da União Europeia, com exceção dos que possuem derrogações (opt-outs), e alguns países terceiros (Islândia, Liechtenstein, Noruega e Suíça). Nem todos os estados-membros da União Europeia são membros do Espaço Schengen, seja porque não quiseram abolir os controlos nas suas fronteiras com os restantes países deste espaço (Irlanda), seja porque ainda não reuniram todos os requisitos exigidos para o fazer (Chipre).
A implementação da livre circulação no Espaço Schengen é acompanhada por medidas de cooperação e coordenação entre as autoridades policiais e as autoridades judiciárias, de modo a reforçarem a proteção das fronteiras externas e a segurança interna dos seus membros e, em particular, para combaterem eficazmente o crime organizado. Nesta cooperação participam todos os estados-membros da União Europeia (incluindo os que não aderiram ao Espaço Schengen) e alguns países terceiros, pelo que o âmbito territorial da cooperação policial e judicial em matéria de Schengen é mais amplo do que o Espaço Schengen.

## O Acordo de Schengen nos estados-membros da UE
Desde a entrada em vigor do Tratado de Amesterdão em 1999, o Acordo de Schengen foi integrado no quadro institucional e jurídico da União Europeia por força de um protocolo anexo a este tratado. De acordo com este protocolo, os novos estados-membros que vierem a aderir à UE devem aplicar todo o Acordo de Schengen. No entanto, a Dinamarca — embora já seja signatária da Convenção de Schengen — pode optar por aplicar ou não quaisquer novas medidas com base no Título IV do Tratado CE no quadro da UE, ainda que tal medida constitua um desenvolvimento do Acordo de Schengen. No entanto, a Dinamarca está vinculada a algumas medidas em matéria de política comum de vistos.

Estados-membros da UE que participam
Estados-membros da UE que não participam mas estão obrigados a juntarem-se
Estados-membros da UE com uma cláusula de derrogação (opt-out)
Estados não membros da UE que participam
Estados não membros da UE que de facto participam
Estados não membros da UE com uma fronteira aberta

### Cláusula de exclusão voluntária
A Irlanda e o Reino Unido foram os únicos membros da UE que não assinaram o Acordo de Schengen antes do alargamento de 2004. Os dois países mantêm uma zona comum de trânsito, denominada de Zona Comum de Viagens, que permite viagens sem passaporte entre eles e as três dependências da coroa britânica de Jersey, de Guernsey e da Ilha de Man, que estão fora da União Europeia.
O Reino Unido recusou-se a assinar o Acordo de Schengen, argumentando que, para uma nação insular, os controlos de fronteira são uma maneira melhor e menos intrusiva de prevenir a imigração ilegal e irregular do que outras medidas, como cartões de identidade nacional, permissões (autorizações) de residência e registos na polícia, que são mais apropriados para países com "fronteiras terrestres extensas e porosas". A Irlanda não assinou o Acordo de Schengen, pois "não era do interesse da Irlanda ter uma situação em que acabasse com o espaço de circulação comum com a Grã-Bretanha, o que imporia o estabelecimento de controlos de saída e entrada aos passageiros que viajam entre as ilhas da Irlanda e da Grã-Bretanha e, para além disso, na fronteira terrestre (com a Irlanda do Norte)”.
Quando Schengen foi incorporado na União Europeia pelo Tratado de Amesterdão, a Irlanda e o Reino Unido obtiveram uma cláusula de exclusão para a parte do tratado que incorporava as regras de Schengen (ou acervo comunitário) na legislação da UE. De acordo com este protocolo em causa, a Irlanda e o Reino Unido poderão solicitar a sua participação em algumas partes específicas do acervo (acquis) de Schengen, mas isto depende da aprovação dos estados-membros de Schengen.
O Reino Unido solicitou formalmente a participação em algumas das disposições do Acquis de Schengen (Acervo de Schengen) – Título III relativo à segurança policial e à cooperação judicial – em 1999, e esse pedido foi aprovado pelo Conselho da União Europeia a 29 de maio de 2000. A participação formal do Reino Unido nas áreas de cooperação previamente aprovadas entraram em vigor através duma Decisão do Conselho de 2004, que entrou em vigor a 1 de janeiro de 2005.
Por outro lado, pese embora a Irlanda tenha apresentado inicialmente um pedido de participação no Acquis de Schengen (Acervo de Schengen) em 2002, que foi aprovado pelo Conselho da União Europeia, esta decisão ainda não foi executada. Em fevereiro de 2010, o ministro irlandês da Justiça, em resposta a uma questão parlamentar, afirmou que "as medidas que permitiriam à Irlanda cumprir os requisitos de Schengen estão atualmente em andamento".
Um anterior relatório de 1999 da Comissão Especial para a União Europeia da Câmara dos Lordes recomendou a "participação total do Reino Unido" em todos os quatro títulos da Convenção de Implementação de Schengen.
Gibraltar, que fazia parte da UE como território sob o controlo do Reino Unido, não fazia parte do Espaço Schengen, porque o Reino Unido não fazia parte de Schengen. Os cidadãos da UE e dos estados-membros de Schengen podem entrar em Gibraltar sem visto durante o período de transição após a saída do Reino Unido da União Europeia, uma vez que fazia parte da UE, mas os cidadãos nacionais de países terceiros necessitam de requerer um visto independente, não sendo válidos para o efeito nem os vistos Schengen nem os vistos do Reino Unido. Espanha aplica controlos de fronteira com Gibraltar por não ser um território do Espaço Schengen, mas no caso dos vistos Schengen, não é necessário um visto de entradas múltiplas para retornar a Espanha porque Espanha considera Gibraltar de jure como parte do seu território soberano e, portanto, ambos os países consideram que ao se entrar em Gibraltar não se está a abandonar o seu próprio país.

### Suspensão do acordo em circunstâncias excecionais
A 24 de junho de 2011, o Conselho Europeu acordou que os estados-membros da União Europeia integrados em Schengen poderiam suspender a livre circulação de pessoas em circunstâncias excecionais – como um grande fluxo de imigração –, restabelecendo temporariamente as fronteiras internas — medida que já haviam adotado nos meses anteriores a França, a Itália, a Dinamarca e a Grécia. Segundo este acordo, "a reintrodução de fronteiras internas" só pode ser adotada "em último recurso" e em "circunstâncias verdadeiramente críticas em que um Estado não seja capaz de cumprir as suas obrigações", e para "uma abrangência e período de tempo limitados".
O acordo foi adotado com base na proposta efetuada pela Comissão Barroso, e constituiu uma resposta às decisões unilaterais de vários países de restaurar os controlos das fronteiras internas do Espaço Schengen.

#### Portugal
Desde a sua adesão ao Acordo de Schengen, Portugal reintroduziu várias vezes os controlos nas fronteiras internas do Espaço Schengen (terrestres, aéreas, marítimas, fluviais e lacustres), durante o Campeonato Europeu de Futebol de 2004 e quando acolheu a Cimeira da NATO de 2010 em Lisboa. Portugal também reintroduziu os controlos nas fronteiras internas do Espaço Schengen de 10 de maio de 2017 a 14 de maio de 2017, durante a visita do Papa Francisco ao Santuário de Fátima.

## Outros casos particulares

### Países nórdicos

#### Dinamarca, Finlândia, Islândia, Noruega e Suécia

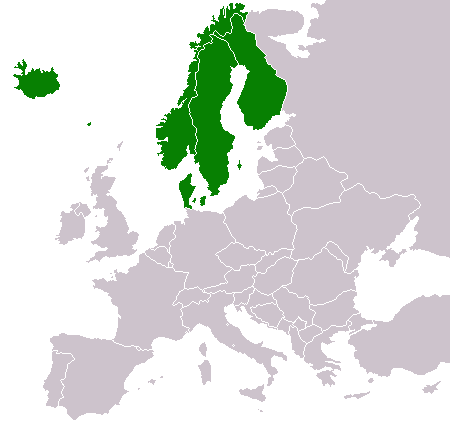
Territórios membros da União Nórdica de Passaportes.

A União Nórdica de Passaportes permite aos cidadãos dos países nórdicos – Islândia, Dinamarca, Noruega, Suécia e Finlândia – viajarem e residirem noutro país nórdico (exceto na Gronelândia e em Svalbard) sem qualquer documentação de viagem (por exemplo, passaporte ou cartão de identidade nacional) ou permissão (autorização) de residência. Desde 25 de março de 2001, estes cinco estados também fazem parte do Espaço Schengen. As Ilhas Faroé fazem parte da União Nórdica de Passaportes, mas não do Espaço Schengen, enquanto que a Gronelândia e Svalbard estão de fora de ambos os mecanismos. No entanto, a Gronelândia tem uma fronteira aberta com todos os países nórdicos e permite que os cidadãos nórdicos entrem, se estabeleçam e trabalhem sem a necessidade de passaportes ou permissões (autorizações) de residência. Svalbard permite que os cidadãos nórdicos se estabeleçam e trabalhem sem a necessidade de permissões (autorizações) de residência, em consequência do Tratado de Svalbard, mas, com exceção dos cidadãos noruegueses, é necessária documentação de viagem válida (como passaporte ou cartão de identidade nacional de um país da União Europeia ou da AECL) para entrar em Svalbard. Para além disso, como cidadãos de um país nórdico, os habitantes de Svalbard e da Groenlândia podem residir noutro qualquer outro país nórdico.

### Liechtenstein e Suíça
Num referendo a 5 de junho de 2005, os eleitores suíços concordaram, por maioria de 55%, em aderir ao Acordo de Schengen, resultado que foi visto pelos comentadores norte-americanos como um sinal de apoio à abertura da Suíça, um país que tradicionalmente é visto, para o bem e para o mal, como isolacionista. O acordo entrou em vigor a 12 de dezembro de 2008.
Em 28 de fevereiro de 2008, o Liechtenstein assinou o Acordo de Schengen e tornou-se parte do Espaço Schengen a 19 de dezembro de 2011. Porém, antes disto ocorrer, a Suíça já partilhava uma fronteira aberta com o Liechtenstein e já era um membro pleno do Espaço Schengen. Esta fronteira aberta não foi considerada uma ameaça à segurança europeia porque seria muito difícil ou mesmo impossível entrar no Liechtenstein sem primeiro desembarcar ou entrar num estado de Schengen. A fronteira com a Áustria não estava aberta, e a Áustria e o Liechtenstein tratavam-na como um posto de fronteira externa, exigindo o controlo alfandegário e de passaportes antes do cruzamento.
O Liechtenstein assinou um Acordo de Associação de Schengen com a União Europeia a 28 de fevereiro de 2008, e originalmente planeava ingressar no Espaço Schengen a 1 de novembro de 2009. No entanto, a ratificação foi inicialmente adiada a pedido da Suécia e da Alemanha, porque consideraram que Liechtenstein ainda não havia feito o suficiente para combater a evasão fiscal, e o Conselho de Ministros acabou por concordar com a ratificação do protocolo a 7 de março de 2011, entrando o protocolo em vigor um mês depois a 19 de dezembro.

### Mónaco, São Marinho e Cidade do Vaticano
Os três microestados europeus do Mónaco, de São Marinho e da Cidade do Vaticano têm fronteiras abertas com o Espaço Schengen. Estes três microestados não emitem os seus próprios vistos, mas os vistos Schengen são suficientes para os nacionais de países terceiros entrarem nos seus territórios.

### Andorra
Andorra, por outro lado, não tem fronteira aberta com o Espaço Schengen, mas mantém controles fronteiriços totais com a França e a Espanha. Porém, nenhum visto é necessário para além do visto Schengen para os nacionais de países terceiros entrarem no território de Andorra.

## Abolição dos controlos nas fronteiras internas e condições para a liberdade de circulação

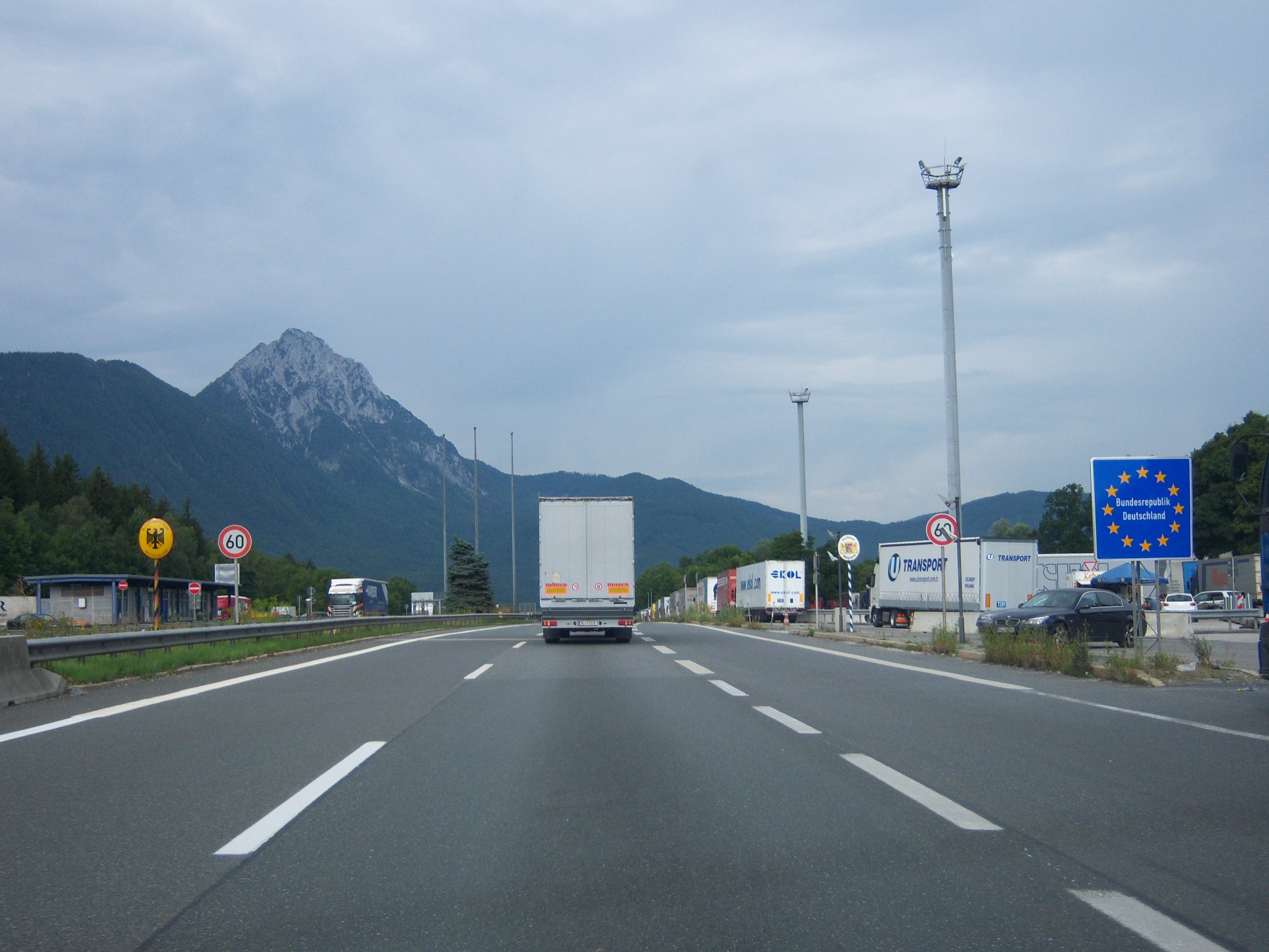
Um simples sinal indica a entrada na Alemanha a partir da Áustria.

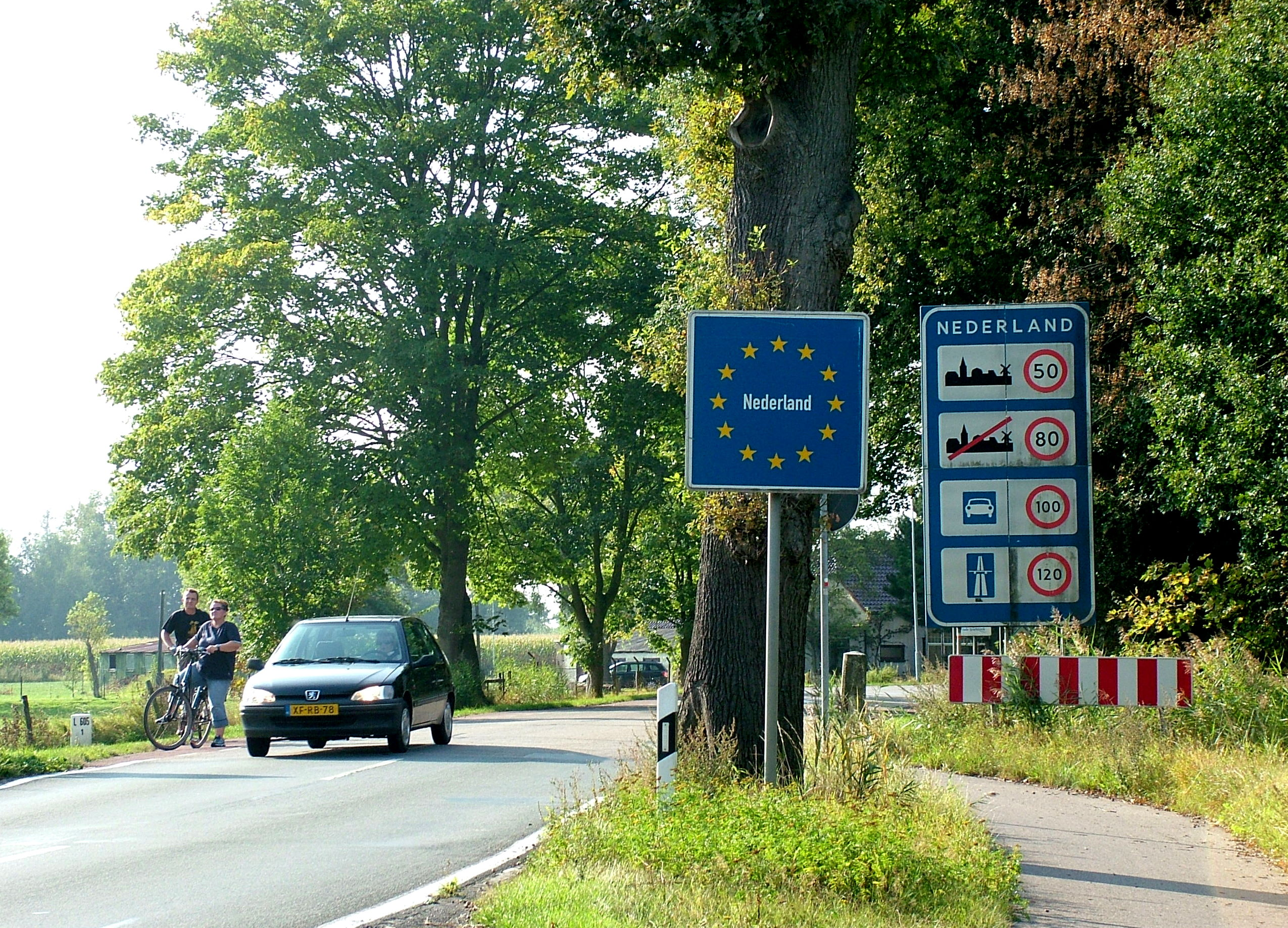
Um simples sinal indica a entrada nos Países Baixos a partir da Alemanha.

A entrada em vigor do Acordo de Schengen e da Convenção de Schengen implicou a abolição dos controlos nas fronteiras internas e a transferência destes para as fronteiras externas. As fronteiras internas do Espaço Schengen compreendem as fronteiras terrestres comuns dos estados-membros, compreendem as fronteiras fluviais e de navegação interna, os aeroportos e aeródromos para os voos dentro do Espaço Schengen ("voos internos") e os portos costeiros, fluviais e lacustres para as ligações regulares com transbordadores ou ferris (ferry) internos. As fronteiras internas do Espaço Schengen podem ser cruzadas em qualquer ponto sem nenhum controlo de entrada ou de saída, independentemente da nacionalidade da pessoa. Ao contrário das fronteiras externas, as fronteiras internas do Espaço Schengen, portanto, não precisam de ser atravessadas em pontos fronteiriços específicos.

### Condições para a liberdade de circulação

#### Nacionais de um estado-membro de Schengen
Os nacionais de um país signatário do Acordo de Schengen e que viajem para outro que também faça parte deste tratado não precisam de passaporte ou de visto. O porte do cartão de identidade nacional do seu estado-membro será suficiente para se identificar. Pese embora não seja necessário, as autoridades recomendam o porte do passaporte para evitar problemas em caso de emergência ou de fechamento inesperado das fronteiras internas do Espaço Schengen em caso de risco à segurança de qualquer estado-membro.
Por outro lado, os cidadãos e as suas famílias podem fixar livremente a sua residência em qualquer um destes países. Se um membro da família não for nacional de um estado-membro, beneficia do mesmo direito que o cidadão europeu que o acompanha. Neste caso, os estados-membros devem impor ao indivíduo não-nacional de um estado-membro, que obtenha previamente um visto de residência de curta duração, sendo que o Cartão de Permissão (Autorização) de Residência da UE é equivalente a este tipo de visto de curta duração.

#### Nacionais de outros estados-membros da UE
Apesar de existirem estados-membros da União Europeia que não fazem parte do Espaço Schengen (Irlanda, e anteriormente o Reino Unido, antes do Brexit), todos eles assinaram o Acordo que permite a livre circulação dos cidadãos europeus. Isto significa que se viajar de qualquer país de Schengen para qualquer outro país da UE ou vice-versa, poderá fazê-lo com apenas o seu passaporte ou cartão de identidade nacional, sem necessidade de visto. Isto não se aplica aos cidadãos estrangeiros, residentes ou não na UE, que terão de cumprir os requisitos exigidos pelos diferentes países para entrar neles, que podem ser diferentes dos exigidos aos cidadãos da UE.

#### Estrangeiros residentes
Os estrangeiros residentes num dos estados-membros de Schengen e que viajam para outro país de Schengen precisam de portar consigo um passaporte válido e uma permissão (autorização) de residência emitida num estado-membro de Schengen. Os titulares de uma permissão (autorização) de residência emitida por qualquer um dos referidos estados-membros podem circular pelos restantes estados-membros de Schengen por um período total máximo de 90 dias em cada período de 180 dias. Documentos que não estabeleçam a nacionalidade do titular, como a carta de condução (carteira de habilitação), têm de ser obrigatoriamente rejeitados pelas autoridades como documentos de viagem.

#### Estrangeiros não residentes
Os estrangeiros não residentes que visitam qualquer um dos países de Schengen precisam de portar consigo um passaporte válido, emitido nos últimos (10) dez anos e válido por, no mínimo, mais (3) três meses após a data de saída prevista, e também de um visto específico, denominado por visto Schengen, que esteja válido. Este visto Schengen é igual para todos os estados-membros de Schengen, para que os turistas economizem na burocracia de requerer a permissão de acesso. Para que o visto Schengen seja aprovado, o turista precisa de possuir obrigatoriamente um seguro para o Espaço Schengen que cubra todas as despesas básicas, como a repatriação em caso de emergência, a assistência jurídica, a assistência médica, e a assistência em caso de acidente, para que não venham a constituir um encargo financeiro ou qualquer pressão adicional sobre os serviços públicos dos estados-membros de Schengen. A apólice deste seguro Schengen deve obrigatoriamente ter uma cobertura mínima de pelo menos 30.000 euros. Para além disso, para que este seguro Schengen seja válido é obrigatório que a seguradora tenha pelo menos uma sucursal na Europa para que o estado-membro de Schengen consiga processá-la criminalmente pelas despesas incurridas com a assistência aos estrangeiros, caso seja necessário. Documentos que não estabeleçam a nacionalidade do titular, como a carta de condução (carteira de habilitação), têm de ser obrigatoriamente rejeitados pelas autoridades como documentos de viagem.

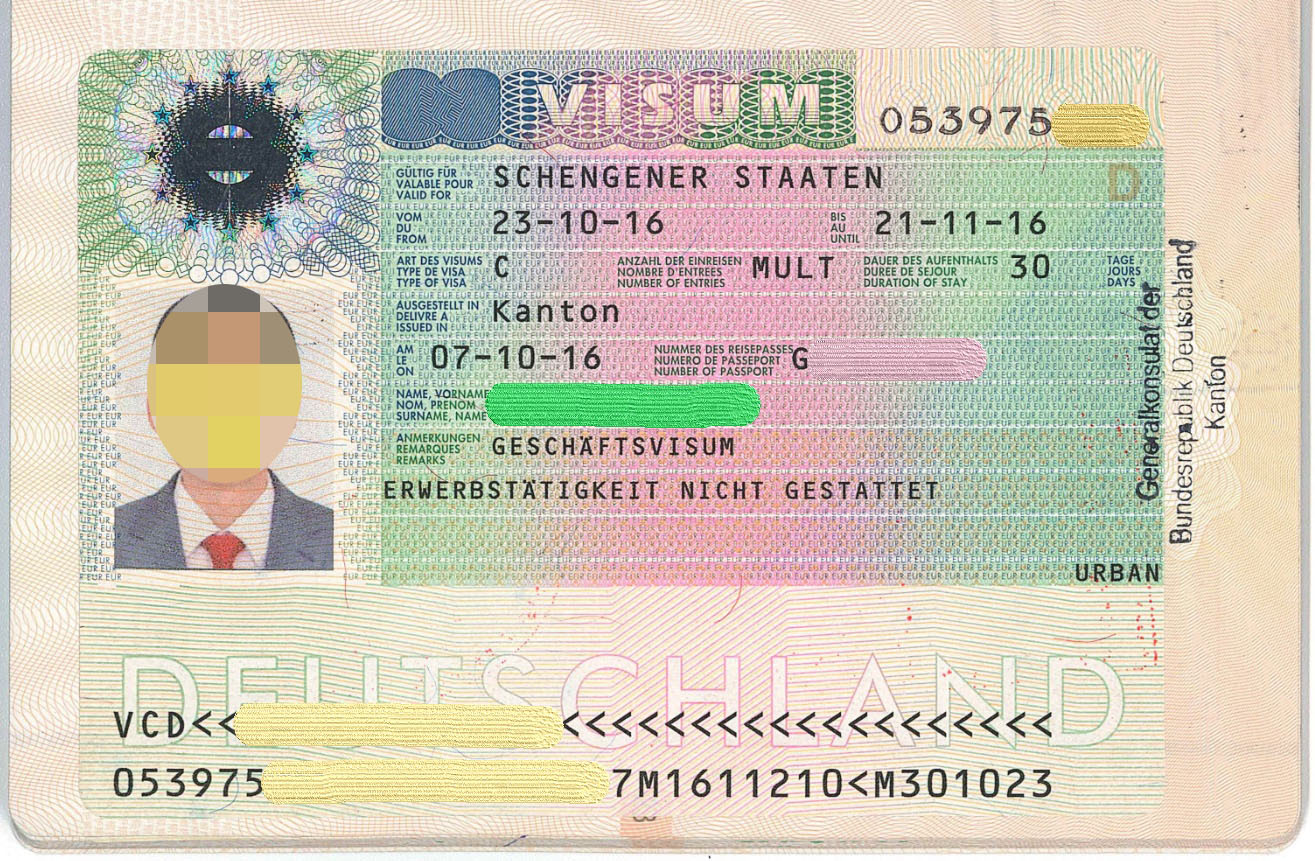
Exemplo de um visto Schengen.

Existem vários países terceiros que não pertencem à UE e cujos cidadãos não necessitam de visto Schengen para viajar como turistas no Espaço Schengen (por um período máximo de 90 dias em cada período de 180 dias) após a efetivação de acordos de isenção de vistos entre a UE e esses países terceiros. Da mesma forma que os nacionais destes países terceiros com acordos com a UE, também os restantes cidadãos estrangeiros que portem consigo um visto Schengen válido, poderão circular normalmente por todos os estados-membros de Schengen. Porém, sempre que requerido pelas autoridades, os estrangeiros estão obrigados a demonstrar que possuem os meios de subsistência suficientes para se sustentarem segundo a legislação de cada estado-membro ou apresentarem a documentação que lhes for solicitada. Os estrangeiros que não estiverem sujeito à obrigação de visto, poderão circular por um período máximo de 90 dias em cada período de 180 dias, a contar da data da primeira entrada no Espaço Schengen.

#### Obrigação de Notificação

##### Declaração obrigatória de Registo para os cidadãos da UE
De acordo com a Diretiva da Mobilidade, os cidadãos da UE têm obrigatoriamente de se registar quando se mudam para residir noutro estado-membro, num "período razoável e não discriminatório" que normalmente varia entre 10 (dez) e 30 (trinta) dias após a sua chegada. Na maioria dos estados-membros, esta declaração pode ser feita junto das autoridades locais (municípios) ou regionais, ou ainda em qualquer Esquadra de Polícia Fronteiriça ou de Polícia Nacional, dentro do prazo estabelecido.

##### Declaração obrigatória de Registo para os estrangeiros
Todos os estrangeiros que entrem legalmente e regularmente no território de um estado-membro provenientes de qualquer um dos outros estados-membros do Espaço Schengen são obrigados a registar a sua entrada às autoridades fronteiriças competentes do estado-membro em que entram. Esta declaração de registo obrigatório pode ser feita no ato da entrada ou em até (3) três dias úteis a partir do dia da entrada. Esta obrigação de registo aplica-se também aos nacionais de países terceiros com estatuto (status) de residente num estado-membro quando se desloquem para outro estado-membro do Espaço Schengen. Na maioria dos estados-membros, esta declaração pode ser feita em qualquer Esquadra de Polícia Fronteiriça ou de Polícia Nacional dentro do prazo referido de (3) três dias úteis a partir do dia da entrada, caso não tenha sido feita no ato da entrada.
Para evitar a permanência ilegal e irregular de pessoas no Espaço Schengen para além do período legal de 90 dias em cada período de 180 dias, todos os hotéis, pensões, parques de campismo e estabelecimentos similares têm obrigatoriamente de verificar a validade dos documentos de identidade dos seus hóspedes estrangeiros no registo de entrada (check-in), e comunicar obrigatoriamente no prazo de (3) três dias úteis e por via eletrónica as entradas e saídas dos hóspedes à autoridade nacional de imigração do estado-membro incluindo todos os dados recolhidos no Boletim de Registo de Alojamento de Estrangeiros, ao qual as autoridades de Schengen devem poder aceder em permanência, caso seja necessário.

#### Expulsão e retorno
No contexto da política comum de imigração, a cooperação de Schengen prevê disposições comuns sobre a expulsão e o retorno de nacionais de países terceiros que residam ilegalmente ou irregularmente no Espaço Schengen. A Diretiva de Retorno prevê as regras e os procedimentos padronizados para o retorno destes nacionais de países terceiros. Os estados-membros têm obrigatoriamente de cooperar e de prestar assistência mútua entre si e com a Agência Europeia da Guarda de Fronteiras e Costeira (Frontex), principalmente, nos casos de repatriamento por via aérea.
Os estados-membros também têm obrigatoriamente de aceitar, reconhecer e executar as decisões de expulsão emitidas pelas autoridades dos outros estados-membros. Isto significa, entre outros aspetos, que as autoridades de um estado-membro que tenham emitido uma ordem de expulsão de uma pessoa que entretanto se tenha tornado residente noutro estado-membro de Schengen têm obrigatoriamente de ser assistidas por esse estado-membro na execução da expulsão.

## Conteúdo
A consequência da existência uma Europa sem fronteiras, como elemento essencial para uma efetiva unidade europeia, decorre do Acordo de Schengen, que trata fundamentalmente da supressão dos controlos nas fronteiras comuns entre os estados-membros da UE, de forma a alcançar a livre circulação de bens e serviços, bem como o estabelecimento de medidas de colaboração policial e judiciária e a harmonização de várias leis, tais como as relativas a vistos, a estupefacientes, a armas e a explosivos.
O Acordo de Schengen pressupõe algo mais do que apenas um tratado internacional, porque estabelece novos paradigmas com um conteúdo mais padronizado.

### Título I: Definições
Está dedicado às definições padronizadas. Para efeitos da presente convenção entende-se por:
- Fronteiras internas: as fronteiras comuns terrestres das partes contratantes, bem como os seus aeroportos no que diz respeito aos voos internos e os seus portos marítimos no que diz respeito às ligações regulares de navios que efetuam operações de transbordo, exclusivamente provenientes ou destinados a outros portos nos territórios das partes contratantes, sem escala em portos fora destes territórios;
- Fronteiras externas: as fronteiras terrestres e marítimas, bem como os aeroportos e portos marítimos das partes contratantes, desde que não sejam fronteiras internas;
- Voo interno: qualquer voo exclusivamente proveniente ou destinado aos territórios das partes contratantes sem aterragem no território de um Estado terceiro;
- Estado terceiro: qualquer Estado que não seja parte contratante;
- Estrangeiro: qualquer pessoa que não seja nacional dos Estados-Membros das Comunidades Europeias;
- Estrangeiro indicado para efeitos de não admissão: qualquer estrangeiro indicado para efeitos de não admissão no Sistema de Informação Schengen (SIS) nos termos do disposto no artigo 96.º;
- Ponto de passagem fronteiriço: qualquer ponto de passagem autorizado pelas autoridades competentes para a passagem das fronteiras externas;
- Controlo fronteiriço: o controlo nas fronteiras que, independentemente de qualquer outro motivo, se baseia na única intenção de passar a fronteira;
- Transportador: qualquer pessoa singular ou colectiva que assegura, a título profissional, o transporte de pessoas por via aérea, marítima ou terrestre;
- Título de residência: as autorizações, qualquer que seja a sua natureza, emitidas por uma parte contratante que concedem o direito de residência no seu território. Esta definição não abrange a admissão temporária para efeitos de permanência no território de uma parte contratante, tendo em vista o tratamento de um pedido de asilo ou de um pedido de título de residência.

### Título II: Supressão dos Controlos nas Fronteiras Internas e Circulação de Pessoas

Exigência de Visto Schengen segundo a nacionalidade:
Espaço Schengen
Outros membros da UE fora do Espaço Schengen, mas vinculados à mesma política de vistos e territórios especiais dos estados-membros da UE e de Schengen
Acesso sem visto aos Estados Schengen por 90 dias em cada período de 180 dias (Regulamento (CE) n.º 539/2001, Anexo II)
Visto necessário para entrar nos Estados Schengen (Regulamento (CE) n.º 539/2001, Anexo I)
Visto necessário para entrar e para trânsito através dos Estados Schengen (Regulamento (CE) n.º 810/2009, Anexo IV)

Regula a abolição dos controlos nas fronteiras internas e na circulação de pessoas. As fronteiras internas podem ser cruzadas em qualquer lugar sem qualquer controlo de pessoas. Estas fronteiras não desaparecem, o que desaparece é o controlo das fronteiras internas para alcançar o princípio da livre circulação. No entanto, por razões de segurança ou ordem pública, estes controlos podem ser acionados por qualquer Estado Parte, após consulta aos demais Estados Parte.
Relativamente à passagem das fronteiras externas, as pessoas só podem passar pelos postos fronteiriços autorizados e durante o horário de funcionamento estabelecido. Para além disso, são estabelecidos controlos fixos a serem realizados nos postos de fronteira externa autorizados e durante o horário de funcionamento estabelecido, e que são efetuados a pessoas, bem como a veículos e objetos na posse de quem atravessa a fronteira. Tem por finalidade verificar a documentação de quem pretende atravessar a fronteira, detetar qualquer tipo de infração e prevenir ameaças à ordem pública e à segurança nacional dos Estados Partes.
Também estão previstos controlos móveis. As zonas junto da fronteira externa localizadas em redor dos postos fronteiriços devem ser monitorizados com unidades móveis, bem como os postos fronteiriços fora do horário normal de funcionamento. Estes controlos destinam-se a impedir que indivíduos não autorizados atravessem a fronteira ou contornem a passagem da fronteira. As pessoas só podem, assim, atravessar as fronteiras externas com a documentação adequada (passaporte ou documento de viagem válido), e com visto válido, se requerido (foi estabelecida uma política comum de vistos no Espaço Schengen). Para atravessar, devem possuir na sua posse, e disponíveis em permanência, meios de subsistência e financeiros próprios e suficientes e não constar nas listas de pessoas inadmissíveis no Sistema de Informação de Schengen (SIS).
O visto permite ao seu titular comparecer nos postos de fronteira e solicitar a sua entrada, permitindo ao Estado Parte conhecer o seu motivo da viagem, a sua duração e todos os outros requisitos que permitam perceber as reais intenções de quem solicita a entrada. Os vistos podem ser de curta duração (estadias inferiores a 90 dias em cada período de 180 dias) com diferentes modalidades: trânsito, coletivo e trânsito aeroportuário. Existem ainda os vistos de longa duração (vistos nacionais emitidos por cada Estado Parte), e os vistos de validade territorial limitada (visto excecional de trânsito válido apenas para a passagem da fronteira), para os casos em que a estada só é permitida exclusivamente num estado-membro, tendo de entrar e sair por esse Estado Parte.
Quanto à livre circulação pelos Estados Partes, esta Convenção dispõe que um indivíduo ao se mudar para um Estado Parte diferente do Estado Parte de entrada, deve obrigatoriamente notificar as autoridades fronteiriças competentes desse Estado Parte. Este mecanismo é designado por instrução de entrada. Cada Estado Parte pode estender a permanência de um indivíduo por um período máximo não renovável de 90 dias, a partir da primeira entrada. Para além disso, o Conselho da União Europeia promulgou o Regulamento 1091/01, de 20 de maio, que ao alterar o artigo 18.º do Acordo de Schengen, aprovou a criação dum novo tipo de visto denominado D+C, isto é, o mesmo visto passou a ser válido como permissão (autorização) de residência no Estado Parte emissor o qual, por sua vez, passou a ser reconhecido como um visto de curta duração para os demais Estados Partes.
Com estas medidas, países como a Ucrânia, a Sérvia, a Macedónia do Norte, a Albânia e a Turquia passaram a realizar um controlo exaustivo para a entrada de países que estão nas suas fronteiras. No caso da Ucrânia, país que não é membro do Espaço Schengen, faz fronteira com quatro países da União Europeia (Polónia, Hungria, Eslováquia e Roménia).

### Título III: Polícia e Segurança
É dedicado à Polícia e à Segurança.

#### Capítulo 1: Cooperação Policial
| Execução da vigilância transfronteiriça |
| --- |
| - Respeito pela lei do Estado onde se realiza a vigilância; - Acreditar a qualidade de agente oficial; - Portar a autorização; - Não entrar nos domicílios; - Não interrogar, nem deter pessoas vigiadas; - Obedecer às ordens das autoridades locais; - Informar as autoridades das operações a realizar; - Podem-se portar armas regulamentares. |

| Vigilância transfronteiriça e perseguição policial (crimes em causa) |
| --- |
| - Assassinato, homicídio, violação, incêndio provocado, roubo, extorsão, recetação, encobrimento (ocultação), falsificação de moeda, tráfico de estupefacientes, sequestro e tomada de reféns, tráfico de seres humanos, crimes relacionados com armas e explosivos; - Delitos que podem dar lugar à extradição. |

Está regulamentado no artigo 40.º — vigilância transfronteiriça — permitindo aos serviços de polícia atuar dentro dos limites das suas competências materiais e em condições estritamente definidas, continuando no território de outro Estado de Schengen uma operação de vigilância iniciada no seu país. Para isto, o país solicitante deve apresentar previamente o pedido de assistência judiciária. Em casos particularmente urgentes, o pedido pode ser apresentado imediatamente após a passagem da fronteira. A autoridade deve ser informada do cruzamento da fronteira, apresentando sem demora o pedido da assistência judiciária e cessando a vigilância a pedido do Estado requerido ou cinco horas após o cruzamento da fronteira.
Está regulamentado no artigo 41.º — direito à perseguição policial — e consiste na possibilidade de os agentes que perseguem um indivíduo no seu país continuarem a perseguição no território de outro estado-membro que tenha fronteira comum com o seu país. Esta possibilidade, que não carece de autorização prévia, está sujeita ao cumprimento de requisitos muito rigorosos e é exercida de acordo com modalidades muito precisas, sendo possível quando ocorre uma sonegação ou quando o indivíduo é apanhado em flagrante delito cometendo ou participando em algum dos crimes ou atos em causa.
A perseguição no território de outro estado-membro está restrita aos casos em que o país requerido não pôde ser notificado com antecedência por motivos de urgência, ou que, uma vez notificadas as autoridades, não puderam deslocar-se à fronteira para continuar a perseguição. No entanto, deve-se sempre ter em consideração que, o mais tardar no momento do cruzamento da fronteira, os agentes que realizam a perseguição devem entrar em contato com as autoridades competentes do país requerido. A perseguição cessará no momento em que for solicitada.
Deve ser realizada nas mesmas condições que são consideradas para os casos da vigilância transfronteiriça. Durante a perseguição, os polícias devem estar facilmente identificáveis (braceletes, uniforme, veículo).
Se o perseguido for detido e não tiver a nacionalidade do estado-membro onde se encontra detido, deve ser libertado no prazo máximo de seis horas após a referida detenção, a menos que as autoridades locais competentes tenham recebido previamente um pedido de detenção provisória para efeitos de extradição. Para efeitos do cálculo das seis horas, não se contam as que vão da meia-noite às 9 horas da manhã.

#### Capítulo 2: Entreajuda Judiciária em Matéria Penal
Trata da assistência judiciária em matéria penal, que pode ser prestada diretamente entre as autoridades judiciárias dos Estados Partes. O acordo vem completar a Convenção Relativa ao Auxílio Judiciário Mútuo em Matéria Penal de 20 de abril de 1959. A assistência judiciária inclui:
- Cartas rogatórias (cartas rogatórias internacionais)
- Remessa de documentos e intimações de peritos ou testemunhas que se encontrem no território de outro Estado Parte.

Esta assistência pode ser prestada diretamente entre as diferentes autoridades judiciárias, por motivos de urgência, ou através dos respetivos Ministérios da Justiça.

#### Capítulo 3: Aplicação do princípione bis in idem
Regulamenta a aplicação do princípio non bis in idem, pelo qual a pessoa que tenha sido julgada numa sentença transitada em julgado por um Estado Parte não pode ser processada pelos mesmos fatos por outros Estados Parte, sempre que, em caso de condenação se tenha executado a sanção, se esteja a executar ou que já não se possa executar segundo a legislação do Estado Parte onde tenha tido lugar a condenação.

#### Capítulo 4: Extradição
Completa os aspetos da Convenção Europeia de Extradição de 13 de setembro de 1957. Prevê uma renovação da aplicação da Convenção Europeia de Extradição de 1957. Segundo a nova Convenção, são fatos que dão lugar à extradição aqueles que são punidos no Estado requerente com pena ou medida de segurança, de pelo menos (12) doze meses de privação de liberdade, e no Estado requerido de pelo menos (6) seis meses.
O novo acordo prevê a extradição de nacionais, salvo disposição em contrário na declaração de ratificação do acordo. A extradição pode ser realizada sem procedimento formal de extradição, desde que o Estado Parte correspondente a autorize e que a pessoa reclamada consinta, a qual poderá ser assistida por um advogado.

#### Capítulo 5: Transmissão da Execução das Sentenças Penais
Trata da transmissão da execução das sentenças penais.
A parte contratante em cujo território tenha sido imposta uma pena privativa da liberdade ou uma medida de segurança que restrinja a liberdade mediante uma sentença com força de trânsito em julgado contra um nacional de outro Estado Parte contratante que, ao fugir para o seu país, se haja subtraído à execução da dita pena ou medida de segurança, poderá solicitar a este último Estado Parte contratante, caso o indivíduo evadido se encontre no seu território, que assuma a execução da pena ou medida de segurança.

#### Capítulo 6: Estupefacientes
Estupefacientes: regulamenta a criação de um grupo de trabalho permanente para analisar o problema da criminalidade em matéria de estupefacientes, incrementar a cooperação, permitir as entregas vigiadas, etc.

#### Capítulo 7: Armas de Fogo e Munições
Armas de fogo e munições. Para este efeito, as armas de fogo são classificadas como:
- Armas proibidas: armas de guerra, automáticas ou camufladas; munições perfurantes, explosivas ou incendiárias.
- Armas sujeitas a autorização: armas de fogo curtas semiautomáticas ou de repetição; armas de fogo curtas de um só disparo ou percussão central ou anular (comprimento total inferior a 29 cm); armas de fogo longas semiautomáticas cujo carregador e recâmara possam conter mais de três cartuchos; armas de fogo longas de repetição e semiautomáticas de cano liso que não excedam os 60 cm; armas de fogo civis semiautomáticas que tenham a aparência de uma arma de fogo automática de guerra.
- Armas sujeitas a declaração: armas de fogo longas de repetição; armas de fogo longas de um impacto com um ou mais canos estriados; armas de fogo curtas, com um impacto de percussão anular com comprimento total superior a 28 cm; armas de fogo para sinalização, lacrimogéneas ou de alarme; armas de fogo semiautomáticas cujo carregador e recâmara não possam conter mais de três cartuchos sem serem recarregadas.

### Título IV: Sistema de Informação de Schengen (SIS)
Regulamenta o Sistema de Informação de Schengen ou SIS. Trata-se de um sistema de informação comum que permite às autoridades competentes dos estados-membros dispor de informações relativas a algumas categorias de pessoas e bens.
Estas informações são partilhadas entre os Estados participantes, que são na sua maioria signatários do Acordo de Schengen (AS), como a Alemanha, a França, a Bélgica, os Países Baixos e o Luxemburgo. Após a sua criação vários países aderiram ao sistema; Grécia, Áustria, Islândia, Suécia, Suíça, Finlândia, Dinamarca, Itália, Portugal, Espanha e Noruega, que assinaram o AS. Deve-se notar que a Islândia, a Suíça, a Noruega e o Liechtenstein não são membros da União Europeia.
O sistema de informação permite às autoridades designadas pelos Estados participantes, graças a um sistema informatizado, disporem de descrições de pessoas e de objetos, durante os controlos fronteiriços, alfandegários e policiais. A base de dados do SIS encontra-se em Estrasburgo e está acessível a todos os Estados participantes. Cada Esrado participante dispõe de um gabinete SIRENE (Supplementary Information Request at the National Entry) que tem por finalidade a preparação dos ficheiros para a introdução dos dados no SIS, a troca de informação adicional e servir de órgão de comunicação bilateral com os SIRENE dos outros Estados participantes.
O SIS também é utilizado para busca de pessoas, objetos, veículos, armas, papel-moeda e documentos. O sistema oferece a possibilidade de trocar, por via informática, informações importantes.

### Título V: Transporte e Circulação das Mercadorias
Trata do transporte e circulação das mercadorias.

### Título VI: Proteção dos Dados Pessoais
Regulamenta a proteção dos dados pessoais cujo objetivo é proteger os direitos fundamentais das pessoas que constam nas bases de dados do SIS.

### Título VII: Comité Executivo
Regulamenta a composição e as funções do Comité Executivo, órgão administrativo responsável pelo cumprimento do Acordo. Cada Estado Parte tem um assento no Comité Executivo. As decisões devem ser tomadas por unanimidade. Podem ser criados grupos de trabalho compostos por representantes da administração das partes contratantes. Existem atualmente quatro grupos de trabalho:
- Grupo I: polícia e segurança (armas e munições, estupefacientes, alfândegas, especialistas legais e telecomunicações)
- Grupo II: circulação de pessoas (comissão de regulamentação das fronteiras, grupo de peritos em vistos e grupo de asilo)
- Grupo III: transportes
- Grupo IV: alfândegas e circulação de mercadorias.

### Título VIII: Disposições Finais
As disposições da Convenção só se aplicam «na medida em que sejam compatíveis com o direito comunitário». As referidas disposições são aplicadas sem prejuízo das disposições da Convenção relativa ao Estatuto dos Refugiados de 1951.